# Sovjets invasion av Manchuriet

Sovjets invasion av Manchuriet

Sovjets invasion av Manchuriet, formellt kallad Manchuriska Strategiska Offensiva Operationen eller helt enkelt den Manchuriska operationen (Маньчжурская операция) och ibland Operation augustistormen, inleddes 9 augusti 1945 genom Sovjetunionens invasion av den japanska marionettstaten Manchukuo, som låg i det japanskockuperade Manchuriet i Kina. Det var den största kampanjen under det sovjet-japanska kriget, som återupptog fientligheterna mellan Sovjetunionen och Japan efter sex års fred. 

## Kampanjen
Kampanjen inleddes vid midnatt 9 augusti och kom som en fullständig överraskning för Japan. Den ägde rum i form av en så kallad dubbel omfattning. I väster avancerade röda armén över öken och berg i Mongoliet långt från sin försörjningsled. I öster korsade röda armén Ussuri och avancerade mot Suifenhe, där de japanska styrkorna överväldigades. 
De japanska militära analytikerna förutsåg inte detta och japanerna togs med överraskning i icke befästa positioner. Kwantungarmén ägnade sig åt att planera en exercis vid invasionen och befann sig på avstånd från sina soldater under de första arton timmarna av invasionen, och det gick därför nästan ett dygn innan japanerna kunde inleda sitt motstånd. 
Röda arméns fallskärmsjägare förstörde Kwantungarmén bakom dess egna linjer, och sovjetiska luftburna enheter tog kontrollen över flygplatser och centrum i ett antal städer bakom ryggen på japanerna innan de landburna sovjeterna kom fram. 
De japanska vapnen var inte konstruerade för att fungera mot sovjetiska stridsvagnar, utan studsade bort från de sovjetiska stridsvagnarnas sidor. Den japanska armén överväldigades och retirerade undan röda armén och den japanska armén och hela det japanska styret i Manchuriet kollapsade på några dagar. 
Den japanska infrastrukturen i Manchuriet var dålig och kommunikationen mellan de olika militära enheterna bröt samman. Kwantungarmén samlade till motstånd i Hailar där de upprätthöll en del av den sovjetiska fronten till 18 augusti. Japanska styrkor som såg att de sovjetiska stridsvagnarna inte kunde stoppas sprängde sig själva i luften i ett försök att stoppa dem på detta sätt. Japanerna sände ut kamikaze-piloter för att stoppa den ryska framryckningen. 
Den 11 augusti evakuerades den japanska marionettregeringen med kejsar Puyi, hans familj och ministrar från huvudstaden Changchun. 
Den 14 augusti sprängde enhet 731 sina anläggningar utanför Harbin och evakuerade.  
Den 15 augusti, efter en veckas strider, kom kejsar Hirohitos meddelande om Japans kapitulation på radio. I Manchuriet var radiomottagningen dålig och meddelandet möttes av förvirring. Kwantungarmén gav inte omedelbart order om eldupphör, och när de slutligen gjorde det förstods det inte av många delar av armén, medan andra förstod det men ignorerade det, och röda armén fortsatte slå sig fram genom fickor där rester av japanska armén gjorde fanatiskt motstånd. Den 16 augusti arresterades exkejsar Puyi och flera medlemmar av hans sällskap av röda armén i Mukden av fallskärmstrupper. Den 18 augusti intogs Hailar, och sovjetiska fallskärmstrupper landade i norra Korea, södra Sachalin och Kurilerna. Den 20 augusti intogs huvudstaden Changchun och Qiqihar, och 21 augusti intogs Harbin. Kwantungarmén gav slutligen order om eldupphör när röda armén redan hade erövrat större delen av Manchuriet. 
Sovjet respekterade sin överenskommelse med Chiang Kai-shek genom att stanna vid Manchuriets gräns och inte fortsätta västerut in i det egentliga Kina. Söderut stannade röda armén vid yalufloden vid övergången till Koreahalvön, medan de ryska fallskärmstrupperna i norra Korea fick order om att stanna vid den 38:e breddgraden enligt överenskommelsen med USA, men lyckades överta styret i norra Korea. 8 september  anlände amerikanska trupper för att ockupera södra Korea. 

## Krigsbrott och civila
Tusentals japanska civila kolonister befann sig i Manchuriet vid tiden för invasionen. Kollapsen av den japanska militären och invasionen innebar att civila personer mestadels övergavs av den japanska armén. Kejsar Puyi bevittnade hur tusentals japanska civilister vädjade om att få följa med när han själv evakuerades 11 augusti, men den japanska armén prioriterade inte evakueringen av civila, som normalt fick ta ansvar för sin egen flykt, såvida de inte hade särskilt politisk betydelse. Särskilt japanska civila som bodde som kolonister i jordbrukskolonier på landet var utsatta; de försökte ofta fly till fots, men fick oftast ge upp och vända tillbaka till sina bosättningar. 
Den traditionella japanska kulturen betraktade självmord som ett hedervärt alternativ för att bevara hedern, och många japaner, både militärer och civila, begick självmord för att undvika att tillfångatas. Den japanska armén tvingade ibland japanska mödrar att döda sina barn innan kvinnorna själva dödades, och sårade japanska soldater lämnades kvar att dö. 
Många av de sovjetiska soldater som deltog i invasionen hade tidigare deltagit i invasionen av Ostpreussen och där gjort sig skyldiga till svåra krigsbrott. Även i Manchuriet gjorde sig röda armén skyldig till plundring, våldtäkter och mord på civila. 14 augusti mördade röda armén 
tusentals japanska kvinnor och barn i Gegenmiaomassakern. 
De ryska soldaterna våldtog tio flickor varje dag ur det antal på tusen civila som samlats på Beian flygplats; de våldtog upprepade gånger de 75 sjuksköterskorna vid Sunwa militärsjukhus; och japanska flyktingar som samlades ihop av ryska armén på olika ställen uppmanades att lämna ut kvinnor för regelbundna våldtäkter som krigsbyten.
Alla friska vuxna japanska män, både militärer och civil, greps av röda armén och transporterades till arbetsläger i Sibirien. Enligt ryskt perspektiv var detta en hämnd för det ryska nederlaget i den rysk-japanska kriget 1905.  
Röda armén attackerade inte endast japanska civila. I både Harbin och Mukden uppges röda armén, liksom de hade gjort i Ostpreussen, tillåta sina soldater tre dagar av plundring och våldtäkter, trots protester från den kinesiska kommunistpartiet, något som drabbade även icke japanska civila. Övergreppen ledde till att kinesiska polisstyrkor ibland attackerade och dödade sovjetiska soldater, något som skapade vissa spänningar mellan sovjetiska och kinesiska myndigheter. Även i Nordkorea uppges sovjeter ha våldtagit och bestulit både japaner och koreaner. Röda armén nedmonterade hela industrier och transporterade dess material till Sovjet. 
Tusentals japanska civila lämnades kvar i Manchuriet. Ofta var dessa kvinnor och barn. Japanska män togs i allmänhet som krigsfångar till Sovjetunionen, och kunde återvända till Japan på 1950-talet. Japanska kvinnor blev ofta gifta med kinesiska män och kallades "strandade krigshustrur" (zanryu fujin). Dessa kvinnor återvände sällan till Japan, eftersom den japanska lagen endast tillät barn med japanska fäder  att bli medborgare, vilket gjorde att många japanska kvinnor som fått barn efter krigsslutet valde att stanna kvar i Kina, för att de inte kunde ta med sig sina barn till Japan.

## Resultat
Sovjets landvinster på kontinenten var Manchukuo, Mengjiang (nordöstra Inre Mongoliet) och norra Korea (Nordkorea). Det sovjetiska inträdet i denna krigsfront och dess seger över Kwantungarmén innebar en signifikant faktor i den japanska regeringens beslut för villkorslös kapitulation, då det tydliggjorde att Sovjetunionen inte hade för avsikt att agera som tredje part under förhandlingarna om att avsluta kriget utifrån bestämda villkor. 
Den sovjetiska ockupationen av Manchuriet varade från augusti 1945 till maj 1946, då regionen återlämnades till Kina. Norra Korea ockuperades dock av Sovjetunionen under Sovjetiska Civila Administrationen i Korea och utropades 1949 till den sovjetiska marionettstaten Nordkorea.